# Premios Gardel 2013
Die 15. Ausgabe der Premios Gardel a la música argentina fand am 21. August 2013 statt. Die Moderation übernahmen Deborah de Corral und Mex Urtizberea.
Für die Ausgabe 2013 wurden mehr als 1000 Alben eingereicht, was einem Anstieg von 20 % gegenüber den Zahlen von 2012 entspricht. CAPIF gab die Liste der Nominierten am 4. Juni im Samsung Studio bekannt.  In der Kategorie „Song des Jahres“ gab es eine Änderung: Der Gewinner wurde durch eine öffentliche Abstimmung per SMS ermittelt, um Spenden für das Hospital Garrahan zu sammeln.
Deborah de Corral und Mex Urtizberea moderierten die Zeremonie, die Live-Auftritte der Künstler Abel Pintos, Illya Kuryaki and the Valderramas, Omar Mollo, ein Duett von Fernando Ruiz Díaz mit Amelita Baltar und zum Abschluss Karina mit Los Auténticos Decadentes umfasste.

## Hauptkategorien

### Album des Jahres
| Sieger                     | Nominierungen |
| -------------------------- | --- |
| Sueño dorado – Abel Pintos | - 5 – Vicentico - Chances – Illya Kuryaki and the Valderramas - 27 – Ciro - Con alma de pueblo – Luciano Pereyra |

### Lied des Jahres
| Sieger                       | Nominierungen                                         |
| ---------------------------- | ----------------------------------------------------- |
| «Sueño dorado» – Abel Pintos | - «Astros» – Ciro - «Creo que me enamoré» – Vicentico |

### Produktion des Jahres
| Sieger                                      | Nominierungen                                          |
| ------------------------------------------- | ------------------------------------------------------ |
| Chances – Illya Kuryaki and the Valderramas | - Trastornados – Utopians - Sueño dorado – Abel Pintos |

## Genre-Kategorien

### Pop
Bestes Album einer Künstlerin Pop
| Gewinner                                 | Nominierungen                                                |
| ---------------------------------------- | ------------------------------------------------------------ |
| El club de los milagros – Marcela Morelo | - Madre – Daniela Herrero - Viento y sombra – Rosario Ortega |

Bestes Album eines Künstlers Pop
| Gewinner                   | Nominierungen                         |
| -------------------------- | ------------------------------------- |
| Sueño dorado – Abel Pintos | - Ahoea – Pedro Aznar - 5 – Vicentico |

Beste Popband
| Gewinner                           | Nominierungen                                                           |
| ---------------------------------- | ----------------------------------------------------------------------- |
| Choque – Marcelo Moura & Ale Sergi | - Universo – No lo soporto - Espuma libertad – Los heladeros del tiempo |

Bestes Album eines Newcomers Pop
| Gewinner                         | Nominierungen                                                                       |
| -------------------------------- | ----------------------------------------------------------------------------------- |
| Viento y sombra – Rosario Ortega | - Mañana – Silvina Moreno - Fabian Manuk – Fabian Manuk - El juego – Sol Mihanovich |

### Rock
Bestes Album eines Künstlers Rock
| Gewinner  | Nominierungen                                                                 |
| --------- | ----------------------------------------------------------------------------- |
| 27 – Ciro | - FLa vuelta entera – Francisco Bochatón - El jinete del blues – Adrián Otero |

Bestes Album einer Musikgruppe Rock
| Gewinner                                    | Nominierungen |
| ------------------------------------------- | --- |
| Chances – Illya Kuryaki and the Valderramas | - Cerca de las nubes – Las pelotas - Blanco – Eruca Sativa - Porfiado – El Cuarteto de Nos - Público – No te va gustar |

Bestes Album eines Newcomers Rock
| Gewinner                  | Nominierungen                                   |
| ------------------------- | ----------------------------------------------- |
| Suena la calle – Maturana | - Abismal – Abismal - Entro igual – Luis Ortega |

### Rock Pop Alternativo
Bestes Alternative-Album
| Gewinner                            | Nominierungen                                  |
| ----------------------------------- | ---------------------------------------------- |
| Mundo anfibio – Lisandro Aristimuño | - Bi – Kevin Johansen - Ya – Banda de turistas |

### Electrónica
Bestes Elektronisches Album
| Gewinner                | Nominierungen                                              |
| ----------------------- | ---------------------------------------------------------- |
| Poncho Remixes – Poncho | - Afrika – BK - Chill Out Sessions:Meridians – X-TRALOUNGE |

### Folklore
Bestes Album einer Künstlerin der Folklore
| Gewinner                                  | Nominierungen                                                           |
| ----------------------------------------- | ----------------------------------------------------------------------- |
| Memoria de la semilla – Florencia Dávalos | - Esta tierra es hermosa – La Negra Chagra - Pájaro rojo – Paola Bernal |

Bestes Album eines Künstlers der Folklore
| Gewinner                             | Nominierungen                                                |
| ------------------------------------ | ------------------------------------------------------------ |
| Con alma de pueblo – Luciano Pereyra | - Uno mismo – Jorge Rojas - Kolla en la ciudad – Bruno Arias |

Bestes Album einer Musikgruppe Folklore
| Gewinner                              | Nominierungen                                     |
| ------------------------------------- | ------------------------------------------------- |
| Los Carabajal en vivo – Los Carabajal | - Paso a paso – Aymama - De plata – Los Alonsitos |

Beste Folk-/Alternativ-Gruppe
| Gewinner                 | Nominierungen                                        |
| ------------------------ | ---------------------------------------------------- |
| Rock & Tekis – Los Tekis | - Rodar – Raly Barrionuevo - Flores – Sandra Aguirre |

Bestes Album eines Newcomers Folklore
| Gewinner                                  | Nominierungen                                                   |
| ----------------------------------------- | --------------------------------------------------------------- |
| Memoria de la semilla – Florencia Dávalos | - Trébol blanco – Belén Mackinlay - Soy libre – Mariana Masetto |

### Tango
Bestes Album einer Künstlerin des Tango
| Gewinner                        | Nominierungen                                                                        |
| ------------------------------- | ------------------------------------------------------------------------------------ |
| El nuevo rumbo – Amelita Baltar | - Marioneta – Noelia Moncada - Desde el recuerdo te vuelvo a ver – Jacqueline Sigaut |

Bestes Album eines Künstlers des Tango
| Gewinner                | Nominierungen                                           |
| ----------------------- | ------------------------------------------------------- |
| Barrio sur – Omar Mollo | - Lucero – Hernán Lucero - Obsesión – Juan Carlos Godoy |

Bestes Album des Tango Alternativo
| Gewinner                    | Nominierungen                                                                                    |
| --------------------------- | ------------------------------------------------------------------------------------------------ |
| Tango – Franco Luciani Trío | - Incidental tango – Tanghetto - Tipas y tipos - En vivo en Café Vinilo – Diego Schissi Quinteto |

Bestes Album eines Newcomers des Tango
| Gewinner                       | Nominierungen                                          |
| ------------------------------ | ------------------------------------------------------ |
| Tangolpeando – Adrián Abonizio | - Tang Rock – Anita Co - Referentes – Federico Pereiro |

Bestes Tango-Album eines Orchesters
| Gewinner                                | Nominierungen                                                                                   |
| --------------------------------------- | ----------------------------------------------------------------------------------------------- |
| Tango – Raúl Lavie con el Sexteto Mayor | - Tipas y tipos - En vivo en Café Vinilo – Diego Schissi Quinteto - Tango – Franco Luciani Trío |

### Tropical
Bestes Album einer Künstlerin der Música Tropical
| Gewinner                  | Nominierungen                                    |
| ------------------------- | ------------------------------------------------ |
| Tiempo de cambio – Karina | - En vivo en Bs As – Dalila - La única – Jackita |

Bestes Album eines Künstlers der Música Tropical
| Gewinner                                   | Nominierungen                                                           |
| ------------------------------------------ | ----------------------------------------------------------------------- |
| A la orilla del tiempo – Sebastián Mendoza | - En vivo en Bs As (parte 2) – Uriel Lozano - Homenaje – Daniel Cardozo |

Bestes Música Tropical-Album einer Band
| Gewinner                            | Nominierungen                                                                              |
| ----------------------------------- | ------------------------------------------------------------------------------------------ |
| Al son de los Wawanco – Los Wawanco | - Cuando pienso en ti – Los Charros - Le doy gracias a la vida (y a todos) – Los del fuego |

Bestes Album eines Newcomers des Música Tropical
| Gewinner                                               | Nominierungen                                                  |
| ------------------------------------------------------ | -------------------------------------------------------------- |
| Una carta al cielo – Nico Mattioli y la banda del león | - Volando con ritmo – Agapornis - Llegó el sube – El Sube Sube |

### Cuarteto
Bestes Album eines Künstlers des Cuarteto
| Gewinner                                           | Nominierungen                                                                |
| -------------------------------------------------- | ---------------------------------------------------------------------------- |
| Revolución 45 años con la música – La Mona Jiménez | - Defendiendo la corona – Jean Carlos - Cuarteto para todos – Damian Córdoba |

Bestes Música Tropical/Cuarteto-Album einer Band
| Gewinner                          | Nominierungen                                                          |
| --------------------------------- | ---------------------------------------------------------------------- |
| Simplemente Tru La La – Tru La La | - En vivo desde Angol – Los Coholins - De la cabeza – La banda de Kike |

### Canción Testimonial
Bestes Album des Canción Testimonial
| Gewinner                     | Nominierungen                                      |
| ---------------------------- | -------------------------------------------------- |
| Mar abierto – Daniel Drexler | - Absolutamente – Quilapayún - OLD LP – Bob Telson |

### Música Clásica
Bestes klassisches Album
| Gewinner                   | Nominierungen |
| -------------------------- | --- |
| Chopin – Horacio Lavandera | - Raras partituras – La Orquesta Estable del Teatro Argentino de La Plata - Buenos Aires Hechicera – Natalia González Figueroa |

### Conceptual
Bestes Konzeptalbum
| Gewinner                        | Nominierungen |
| ------------------------------- | --- |
| Puentes Amarillos – Pedro Aznar | - La herida – Mimi Maura - Homenaje a Piazzolla – Ernesto Acher y orquesta de cámara. - Lo dije por boca de otro – Coti |

### Música romántico/melódica
Bestes Romántico/Melódico-Album
| Gewinner                                   | Nominierungen                                         |
| ------------------------------------------ | ----------------------------------------------------- |
| Vuelvo a estar con vos – Sandra Mihanovich | - Cosas del alma – Dany Martin - Loba – Valeria Lynch |

### Jazz
Bestes Jazz-Album
| Gewinner                               | Nominierungen                                                |
| -------------------------------------- | ------------------------------------------------------------ |
| Piazzolla plays Piazzolla– Escalandrum | - Arca rusa – Pipi Piazzolla trío - Enves – Javier Malosetti |

### Infantil
Bestes Kindermusikalbum
| Gewinner                    | Nominierungen                                             |
| --------------------------- | --------------------------------------------------------- |
| Heavysaurios – Heavysaurios | - Lalá y el toque toque – Lalá - Doki y sus amigos – Doki |

### Instrumental-Fusión-World Music
Bestes  Instrumental-Fusión-World Music-Album
| Gewinner                                 | Nominierungen                                                          |
| ---------------------------------------- | ---------------------------------------------------------------------- |
| Subversiones – Ensamble Chancho a cuerda | - De Corea a Mozart – Zaida Saiace - Cebador – Leandro Savelón Sexteto |

### Reggae y Música Urbana
Bestes  Reggae/Música Urbana-Album
| Gewinner                   | Nominierungen                                        |
| -------------------------- | ---------------------------------------------------- |
| Transparente – Dread Mar-I | - Deja que fluya – Riddim - Con permisito – Rondamon |

### Banda de Sonido Cine/Televisión
Bester Soundtrack
| Gewinner           | Nominierungen                                                  |
| ------------------ | -------------------------------------------------------------- |
| Violetta – Diverse | - Versiones II – Diego Mizrahi - Lo mejor – La Voz Argentina 1 |

### Colección de Catálogo
Beste Kompilation
| Gewinner                           | Nominierungen                                                                                        |
| ---------------------------------- | --- |
| Antología 4: 1967–1968 – Hugo Díaz | - Piazzolla completo en Philips y Polydor-Volumen I – Astor Piazzolla - Jessico Carolo – Babasónicos |

### Musikvideo
Bestes Musikvideo
| Gewinner                                      | Nominierungen                                                       |
| --------------------------------------------- | ------------------------------------------------------------------- |
| «Ula Ula» – Illya Kuryaki and the Valderramas | - «Me gustas mucho» – Adrián Otero - «El elegido» – Luciano Pereyra |

### DVD
Beste DVD
| Gewinner                                                                         | Nominierungen                                                                              |
| -------------------------------------------------------------------------------- | ------------------------------------------------------------------------------------------ |
| En vivo en el palacio de los deportes/25 Aniversario – Los Auténticos Decadentes | - Sueño dorado – Abel Pintos - Live from Rulemania – Gillespi + Willy Crook & The Royal WE |

### Cover
Bestes Cover-Design
| Gewinner                                    | Nominierungen                                                                                                  |
| ------------------------------------------- | --- |
| Chances – Illya Kuryaki and the Valderramas | - Arca rusa – Pipi Piazzolla trío (Epsa Music). - Too Much DJ:The Classic Remixes – Demarco Electronic Project |

### Ingeniería de grabación
Beste Aufnahme
| Gewinner                                    | Nominierungen                                  |
| ------------------------------------------- | ---------------------------------------------- |
| Chances – Illya Kuryaki and the Valderramas | - Ya – Banda de turistas - Ahora – Pedro Aznar |

## Totenehrung
- Eduardo Falú
- Guillermo Rico
- Pajarito Zaguri
- Jeannette Arata
- Acho Manzi
- Myrtha Raia
- Emilio Villanueva
- Gerardo Gandini
- Walter Malosetti